# Мстиславская улица (Чернигов)
Мстиславская улица (укр. Мстиславска вулиця) — улица в Деснянском районе города Чернигова, исторически сложившаяся местность (район) Предградье, Ковалёвка, Курганка. Пролегает от улицы Воздвиженская (Родимцева) до улицы Лётная.
Примыкают улицы Гетмана Полуботка, Шевченко, Коцюбинского, проспект Победы, Василия Стуса (Чернышевского), Зелёная, Киевская, Немировича-Данченко, Софии Русовой, Гоголя, Котляревского, Костомаровская, Профсоюзов, Коммунальная, Коммунальный переулок, Елены Белевич, Семёна Лощенко (Полины Осипенко), Героев Чернобыля, Партизанская, переулок Юрия Мезенцева.

## История
Мстиславская улица известна с начала 19 века. Вместе с Воскресенской улицей (сейчас Василия Стуса) формирует центральные жилые кварталы, согласно регулярным планам города 1808—1862 годов и представляют пример градостроения 19-20 веков.
В 1928 году улица Раковского — в честь советского государственного и политического деятеля Христиана Георгиевича Раковского — переименована на улица Фрунзе — в честь российского и советского революционного и политического деятеля Михаила Васильевича Фрунзе.
Изначально улица пролегала от Гимназической площади до Коммунальной улицы — кондитерской фабрики «Стрела». После Великой Отечественной войны был реконструирован центр города — укрупнены кварталы между современными улицами Святониколаевская, Воздвиженская, Шевченко, Борисоглебская и Гончая — улица была отделена от Детинца многоэтажным жилым кварталом и теперь начинается от Воздвиженской улицы (Родимцева).
После Великой Отечественной войны «Черниговский городской молочный завод» возобновил работу, как маслозавод, в доме на углу улиц Мстиславская и Коцюбинского; вскоре в 1956 году был перенесён на Любечскую улицу.
В 1963 году была построена школа № 19 (дом № 76) строительным управлением № 21 стройтреста № 2 Главкиевстроя по проекту Черниговского облпроекта.
В 1980-е годы усадебная застройка улицы (между улицами Чернышевского и Гоголя) частично ликвидирована и были построены кварталы многоэтажной жилой застройки (9-этажные дома); кроме того улица была проложена (без прямого проезда с остальной частью) далее на север по бывшему хутору Курганка — от ручья Черторыйка до Красногвардейской улицы.
В 2001 году улице было возвращено историческое название — в честь князя Тмутараканского и Черниговского Мстислава Владимировича Храброго именем, которого назывался Черниговский детинец — к которому улица ведёт.

## Застройка
Улица пролегает в северном направлении изначально от Детинца, сейчас от Воздвиженской улицы (Родимцева). Разделена на три участка без прямого проезда длинами 1,64 км, 0,4 км и 0,84 км: между улицами Гоголя и Котляревского территорией школа № 19, севернее Коммунальной улицы территорией кондитерской фабрики «Стрела» и долиной и самим ручьём Черторыйка.
- Галерея улицы
- участок между проспектом Победы и улицей Коцюбинского
- участок между Киевской и Зелёной улицами, слева дом № 59 — вид со стороны перекрестка с Киевской улицей
- участок между Киевской и Зелёной улицами, слева дом № 63/19 — вид в направлении перекрестка с Киевской улицей
- многоэтажная застройка на участке между улицами Софии Русовой и Киевской — вид со стороны перекрестка с улицей Софии Русовой
- конец улицы — многоэтажная застройка на участке между Лётной улицей и переулком Юрия Мезенцева — вид со стороны перекрестка с Лётной улицей

В начале при примыкании Воздвиженской улицы (Родимцева) расположен Театральный сквер.
Улица от начала до примыкания проспекта Победы парная и непарная стороны заняты малоэтажной (2-этажные дома, один 3-этажный) и многоэтажной (4-5-этажные дома) жилой застройкой, частично одноэтажной (два дома с цокольным этажом). Парная сторона между улицами Шевченко и Гетмана Полуботка занята сквером имени Богдана Хмельницкого. Между проспектом Победы и улицей Василия Стуса (Чернышевского) чередуются многоэтажная жилая застройка (5-9 этажные дома) и усадебная застройка. Между улицами Василия Стуса (Чернышевского) и Котляревского парная и непарная стороны заняты многоэтажной жилой застройкой (9 этажные дома), частично усадебной застройкой (непарная сторона между улицами Зелёная и Киевская). Между улицами Котляревского и Партизанская парная и непарная стороны заняты усадебной застройкой. Конец улицы парная и непарная стороны заняты многоэтажной жилой застройкой (5-9 этажные дома).
На углу с улицей Родимцева расположен 2-этажный кирпичный прямоугольный в плане дом — памятник истории Дом хоральной синагоги (№ 4/4), где до 1941 года размещался дом пионеров, а в послевоенный годы — Черниговский областной молодёжный театр. Послевоенная перестройка немного изменила внешний вид и внутренней планирование, но были сохранены общая объёмно-пространственная композиция здания одного из редчайших в Чернигове примеров гражданской архитектуры 19 века.
Нумерация домов приведена по данным издания «Чернігівщина: Енциклопедичний довідник».
Участок улицы между улицей Шевченко и проспектом Победы. Дом № 23 — 2-этажный кирпичный, прямоугольный в плане, с поэтажным расчленением фасадов, композиция главного фасада симметричная; в период 1838—1918 годы здесь размещалась типография (не редакция) издания «Черниговские губернские известия»; после Великой Отечественной войны некоторое время здесь жил советский государственный и военный деятель Ф. И. Коротков. Дом № 24 — одноэтажный деревянный с кирпичным цокольным этажом, Г-образный в плане; сейчас жилой дом, некоторые полукруглые окна цоколя сейчас замурованы, ранее в цокольном этаже размещались мастерские. Дом № 26 (не сохранился, сейчас здесь 5-этажный жилой дом) — одноэтажный деревянный, 5-оконный на кирпичном цоколе, с анфиладным планированием.
Участок улицы между проспектом Победы и улицей Василия Стуса (Чернышевского). Дом № 28 — одноэтажный деревянный, где общая композиция симметрична с декоративными фронтами; в плане прямоугольный с двумя ризалитами со стороны двора, стены декорированы кирпичной облицовкой, фасад расчленён пилястрами, входные двери украшены рельефной и накладной резьбой. До 1930 года в доме жил участник гражданской войны П. Я. Веревченко и позднее Герой Советского Союза А. Ф. Фёдоров, затем здесь располагался детсад № 22. Сейчас по этому адресу расположен 5-этажный жилой дом. Дом № 30 — деревянный одноэтажный 4-оконный, со стороны улицы Чернышевского — 5-оконный.
Участок улицы между улицами Василия Стуса (Чернышевского) и Киевской. Дом № 32 — деревянный одноэтажный с угловым входом со стороны улицы Чернышевского, со стороны Мстиславской фасад 6-оконный. Дом № 35 — деревянный одноэтажный на кирпичном фундаменте, по углах рустикованные пилястры; характерный пример 9-оконного жилого дома. Дом № 36 (не сохранился) — деревянный одноэтажный 7-оконный, с двумя декоративными фронтонами по углах и входом под правым фронтоном (замурован). Дом № 43 (не сохранился) — деревянный одноэтажный, фасад асимметричный со входом справа (замурован), три окна разной ширины исходя из внутреннего планирования разбросаны по плоскости стены, на северном боковом фасаде также свободно размещены семь окон с оригинальными резными наличниками и сандриками. Дом № 45 (не сохранился) — деревянный одноэтажный на кирпичном жилом цоколе, который композиционно и по масштабу связан с соседним домом № 43, но проще декорирован с использованием мотивов вышитого рушника на рисунке наличников основного этажа. Дома № 55 и 55 А — деревянные одноэтажные на кирпичных цоколях, 6-4-оконные с пилястрами, которые расчленяют фасады на прясла по два окна. Дом № 59 (сейчас № 37) — памятник истории — Дом, где жил В. М. Конашевич — деревянный одноэтажный 5-оконный со скромными наличниками и горизонтальной обшивкой стен. Дом № 61 — деревянный одноэтажный дом на углу Зелёной улицы, со стороны Зелёной улицы часть дома облицована керамической и рельефной плиткой. В комплексе с ним дом № 61 А (сейчас обшит пластиковой вагонкой), что стоит торцом к улице — 2-оконный с угловыми пилястрами. Дом № 63 — деревянный одноэтажный на кирпичном цокольном этаже, что на углу с Киевской улицей, стены основного этажа обшиты горизонтальной профильной шалёвкой, а цоколь оштукатурен.
Участок улицы между улицами Киевская и Софии Русовой. Дома № 75 и 77 (не сохранились) — деревянные одноэтажные с горизонтальной линией карнизов, фасады со стороны Мстиславской улицы симметрические, но разные. Фасад дома № 77 был облицован кирпичом, вход со стороны улицы Немеровича-Данченко, в доме — печь, облицованная рельефными орнаментированными плитками. Дом № 79 (не сохранился) — пример модерна в жилищной архитектуре Чернигова, деревянный одноэтажный 5-оконный на кирпичном фундаменте, стены обшиты профильной шалёвкой; архитектура дома была неизменной, за исключением переноса окна в пристройку, а на месте окна со стороны улицы был построен вход-тамбур.
Своеобразный комплекс застройки участка между улицами Софии Русовой и Котляревского включал 3-оконный (№ 68), 5-оконные (№ 70, 85, 93), 7-оконный (№ 66), 4-оконные (№ 72, 95) и 10-оконный (№ 99) одноэтажные дома с горизонтальной линией карнизов. Дома не сохранились, в 1980-е годы здесь были построены кварталы многоэтажной жилой застройки.
В доме № 98, что на углу с Коммунальной улицей, 15.11.1920 года родился Герой Советского Союза Дмитрий Иванович Жабинский.
Учреждения:
1. дом № 2 — Государственный архив Черниговской области
2. дом № 4/4 — Черниговский областной молодёжный театр
3. дом № 11/3 — детская музыкальная школа
4. дом № 17/73 — Новозаводской районный суд города Чернигова
5. дом № 17 А — детсад № 17
6. дом № 46/17 — Облавтодор
7. дом № 76 — школа № 19
8. дом № 173 — отделение связи «Укрпочта» № 33

- Памятники архитектуры или истории
- памятник архитектуры и истории
 Дом архиепископа
- памятник истории
Дом хоральной синагоги
- памятник истории
4-этажный дом № 13/18
- памятник истории
 Дом, где жил В. М. Конашевич

Памятники архитектуры и/или истории:
1. дом № 2 — Дом архиепископа (18 век, 1780, 1972) — архитектуры национального значения и истории местного значения
2. дом № 4/4 — Дом хоральной синагоги[10] (1876)[11] — истории вновь выявленный
3. дом № 13/18 — 4-этажный дом — истории вновь выявленный
4. дом № 37 — Дом, где жил В. М. Конашевич (1897—1908) — истории местного значения

Есть ряд значимых и рядовых исторических зданий, что не являются памятниками архитектуры или истории: 2-этажные дома № 7/4, 11/3, 14/72А; 3-этажный дом № 9; усадебные дома № 30/21, 32/18, 53/2, 55, 55 А, 59, 63/19.
Мемориальные доски:
1. дом № 2 — Черниговскому губернскому комитету КП(б)У — демонтирована — на доме, где находился (февраль—октябрь 1919).
2. дом № 27/102 — Героям Советского Союза Ивану Игнатьевичу Крюкову и Юрию Михайловиу Сагайдачному — на доме, где жили
3. дом № 38 — участнику антитеррористической операции на востоке Украины, уроженцу Чернигова Бутусову Юрию — на доме, где он жил.
4. дом № 76 — участнику Вооружённого конфликта на востоке Украины, уроженцу Чернигова Барановскому Вячеславу Николаевичу (1976—2015) — на здании школы № 19, где учился (выпуск 1993 года)